# Gyrophaena involuta
Gyrophaena involuta är en skalbaggsart som beskrevs av Thomas Casey 1906. Gyrophaena involuta ingår i släktet Gyrophaena och familjen kortvingar. Inga underarter finns listade i Catalogue of Life.